# Гжесяк, Юзеф
Ю́зеф Гже́сяк (пол. Józef Grzesiak; 18 февраля 1941, Попов — 30 мая 2020) — польский боксёр средней весовой категории, выступал за сборную Польши в середине 1960-х годов. Бронзовый призёр летних Олимпийских игр в Токио, трёхкратных чемпион Польши, участник многих международных турниров и матчевых встреч.

## Биография
Юзеф Гжесяк родился 18 февраля 1941 года в деревне Попов, Великопольское воеводство. Активно заниматься боксом начал в раннем детстве, проходил подготовку в спортивном клубе Gwardia Wrocław. Первого серьёзного успеха на ринге добился в возрасте восемнадцати лет, когда в полусреднем весе завоевал серебряную медаль юниорского национального первенства. В 1964 году выиграл взрослый чемпионат Польши в средней весовой категории и благодаря череде удачных выступлений удостоился права защищать честь страны на летних Олимпийских играх 1964 года в Токио — сумел дойти здесь до стадии полуфиналов, после чего со счётом 1:4 проиграл советскому боксёру Борису Лагутину, который в итоге и стал олимпийским чемпионом.
Получив бронзовую олимпийскую медаль, Гжесяк ещё в течение некоторого времени оставался в основном составе национальной сборной, принимая участие в крупнейших международных турнирах. Так, в 1965 году он боксировал на чемпионате Европы в Берлине, однако не смог пройти дальше стадии четвертьфиналов. В 1965 и 1966 годах во второй и в третий раз одержал победу на первенствах Польши, затем принял решение завершить карьеру спортсмена, уступив место в сборной молодым польским боксёрам. Всего в любительском боксе провёл 198 боёв, из них 157 окончил победой, 27 раз проиграл, в 14 случаях была зафиксирована ничья.